# بطولة إفريقيا لكرة القدم للشباب 1983
أُجريت بطولة أفريقيا لكرة القدم للشباب 1983 وَفق نظام الذهاب والإياب، وقد كانت مؤهلة لبطولة العالم للشباب لكرة القدم 1983 بالمكسيك.

## المنتخبات المشاركة
شاركت المنتخبات التالية في البطولة (ولعبت مباراة واحدة على الأقل):
| - الجزائر - أنغولا - الكاميرون - ساحل العاج - غينيا الاستوائية - مصر - الغابون - غامبيا - غينيا | - ليبيريا - المغرب - نيجيريا - السنغال - السودان - إسواتيني - توغو - تونس - زيمبابوي |

## الدور التمهيدي
| فريق 1       | النتيجة | فريق 2                 | المباراة 1 | المباراة 2 |
| ------------ | ------- | ---------------------- | ---------- | ---------- |
| ليبيريا      | 4 - 3 1 | غينيا                  | 2 - 2      | 2 - 1      |
| السنغال      | w/o 2   | غامبيا                 | 0 - 2      | -          |
| السودان      | w/o 3   | إثيوبيا                | -          | -          |
| توغو         | w/o 3   | غانا                   | -          | -          |
| الغابون      | w/o 3   | جمهورية إفريقيا الوسطى | -          | -          |
| إسواتيني     | w/o 3   | موريشيوس               | -          | -          |
| الكونغو      | w/o 3   | أنغولا                 | -          | -          |
| فولتا العليا | w/o 3   | ساحل العاج             | -          | -          |
| ليبيا        | w/o 3   | المغرب                 | -          | -          |

1 1 فازت ليبيريا على غينيا في مجموع المبارتين، لكنها أُقصيت لإشراك لاعبين غير مؤهلين.
2 2 انسحبت السنغال بعد المباراة الأولى.
3 انسحبت كل من إثيوبيا وغانا وجمهورية أفريقيا الوسطى وموريشيوس والكونغو وفولتا العليا وليبيا.
.

## الدور الأول
| الفريق الأول | إجم.  | الفريق الثاني    | مباراة الذهاب | مباراة الإياب |
| ------------ | ----- | ---------------- | ------------- | ------------- |
| السودان      | 2–4   | مصر              | 1–1           | 1–3           |
| غينيا        | 3–2   | توغو             | 2–1           | 1–1           |
| الغابون      | 0–3   | نيجيريا          | 0–1           | 0–2           |
| إسواتيني     | w/o 1 | زيمبابوي         | 1-5           | -             |
| أنغولا       | 1–3   | الكاميرون        | 0–1           | 1–2           |
| ساحل العاج   | w/o 2 | غينيا الاستوائية | 4-1           | -             |
| غامبيا       | 1–2   | الجزائر          | 0–0           | 1–2           |
| المغرب       | 4–0   | تونس             | 4–0           | 0–0           |

1 انسحبت سوازيلاند بعد خسارتها المباراة الأولى.
2 2 استبعدت غينيا الاستوائية بعد إشراك لاعبين غير مؤهلين ضد ساحل العاج في المباراة الأولى.

## ربع النهائي
| الفريق الأول | إجم.         | الفريق الثاني | مباراة الذهاب | مباراة الإياب |
| ------------ | ------------ | ------------- | ------------- | ------------- |
| مصر          | 1–1 (p: 7–8) | غينيا         | 1–0           | 0–1           |
| نيجيريا      | 3–2          | زيمبابوي      | 3–1           | 0–1           |
| الكاميرون    | 2–5          | ساحل العاج    | 0–2           | 2–3           |
| الجزائر      | (a)3–3       | المغرب        | 2–0           | 1–3           |

## نصف النهائي
| الفريق الأول | إجم.   | الفريق الثاني | مباراة الذهاب | مباراة الإياب |
| ------------ | ------ | ------------- | ------------- | ------------- |
| غينيا        | 2–3    | نيجيريا       | 2–1           | 0–2           |
| ساحل العاج   | (a)2–2 | الجزائر       | 1–0           | 1–2           |

## النهائي
| الفريق الأول | إجم. | الفريق الثاني | مباراة الذهاب | مباراة الإياب |
| ------------ | ---- | ------------- | ------------- | ------------- |
| ساحل العاج   | 3–4  | نيجيريا       | 2–2           | 1–2           |

| بطولة أفريقيا لكرة القدم للشباب 1983 |
| ------------------------------------ |
| · نيجيريا · للمرة الأولى             |

## المتأهلين لبطولة العالم للشباب
تأهل أفضل فريقين إلى بطولة العالم للشباب لكرة القدم 1983 بالمكسيك.
- نيجيريا
- ساحل العاج

## روابط خارجية
- نتائج المباريات من آر إس إس إس إف